# 太鲁阁千金榆
太鲁阁千金榆（学名：Carpinus hebestroma）为桦木科千金榆属下的一个种。